# バンクーバーの日本人街

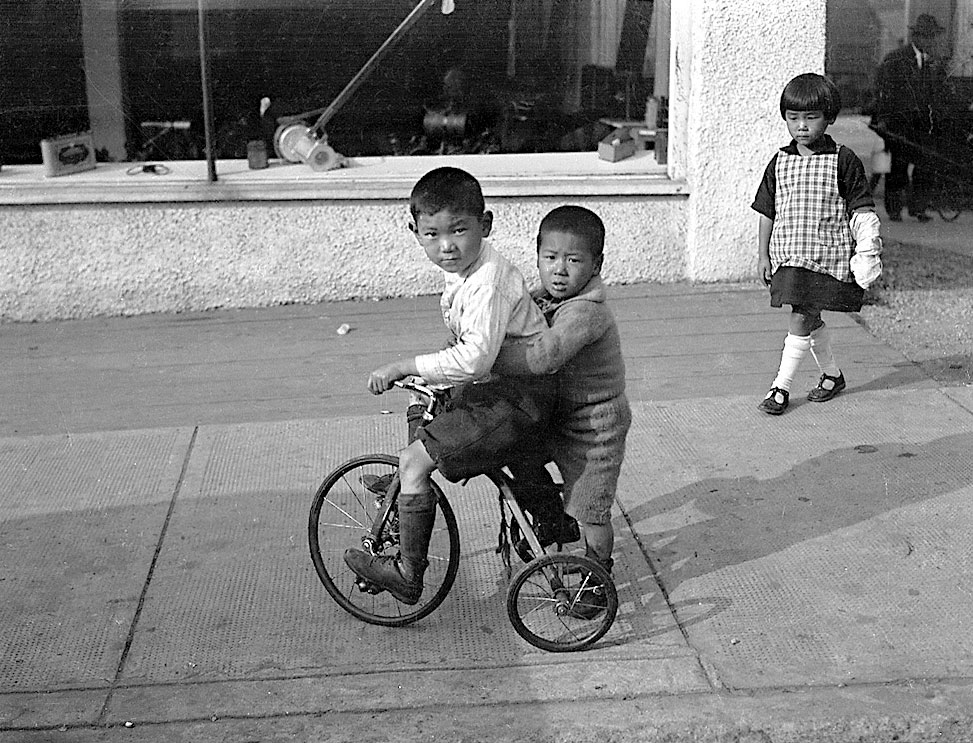
日本人街で遊ぶ子供達（1927年）

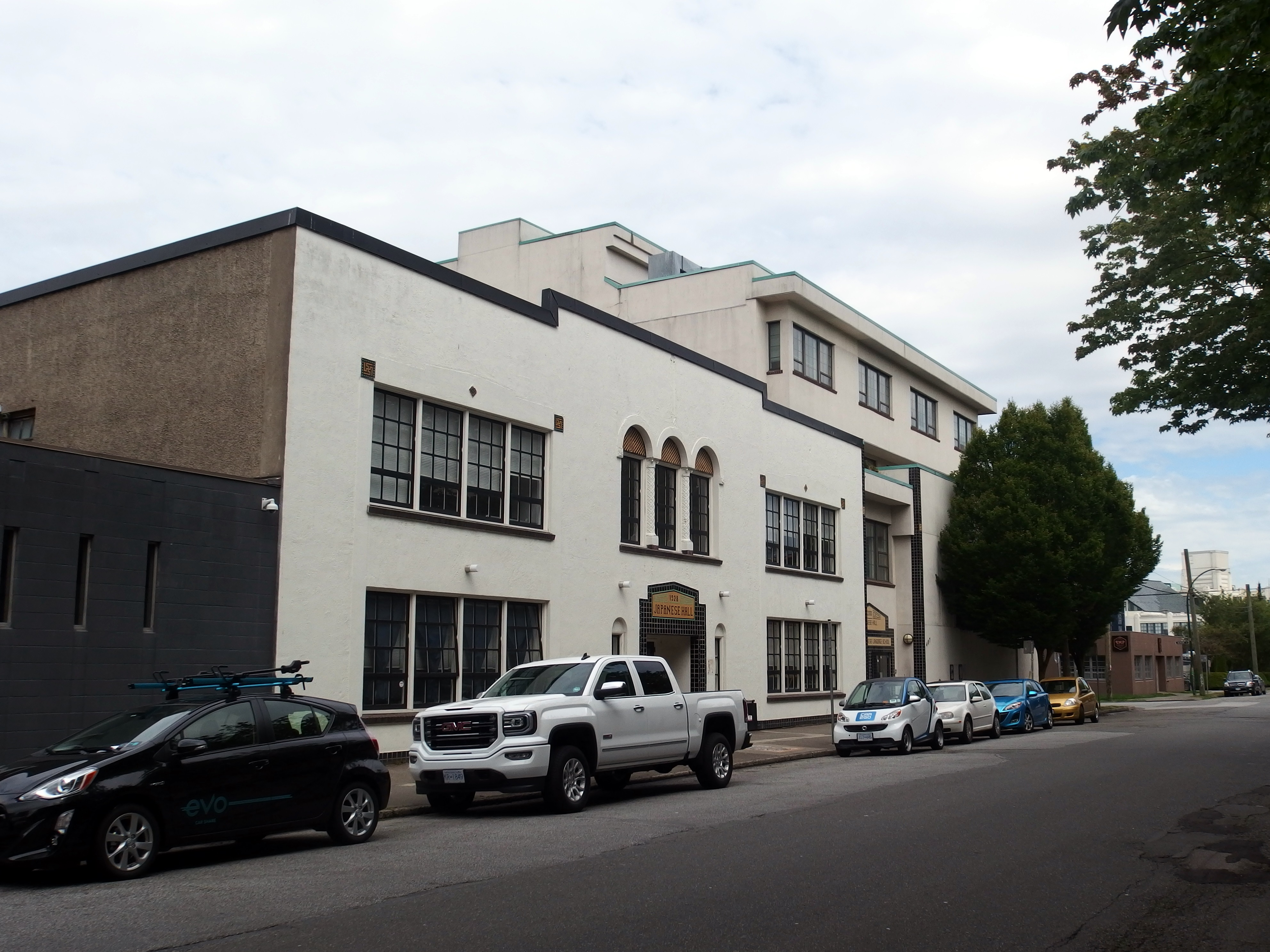
バンクーバー日本語学校並びに日系人会館

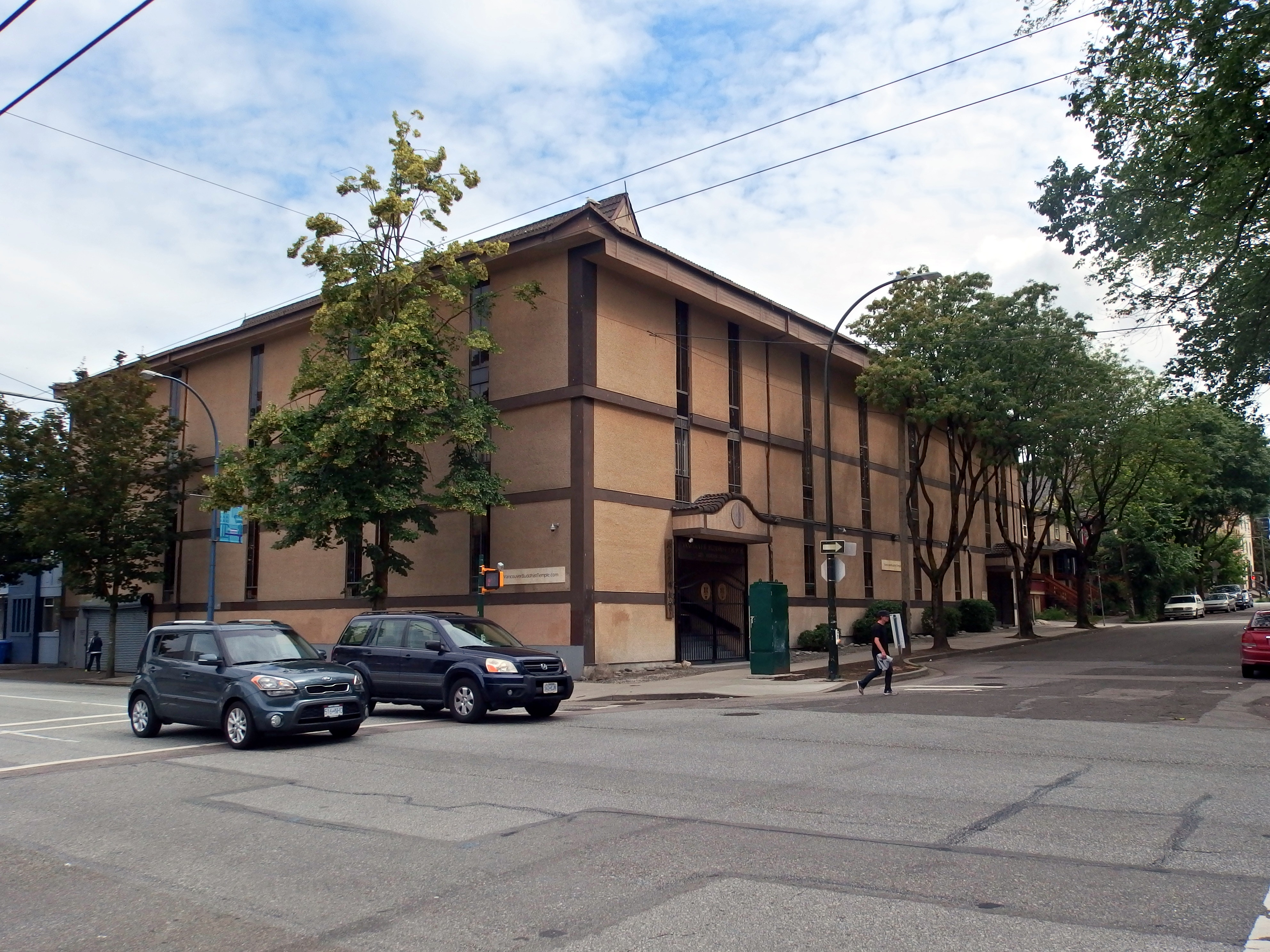
バンクーバー仏教会

バンクーバーの日本人街（バンクーバーのにほんじんがい）では、カナダのブリティッシュコロンビア州バンクーバー市の日本人街について解説する。

## 旧日本人街 (Japantown)
ジャパンタウン (Japantown) は、戦前までチャイナタウンの北、ギャスタウンの東にあった日本人街でパウエル街やリトル東京とも呼ばれていた。
1900年代初頭、アジア排斥同盟によってチャイナタウンの一部が焼き払われ、日本人街も攻撃の警告を受けたが、住民たちはアジア排斥同盟のメンバーが商店を破壊しようとするのを防いだ。
第二次世界大戦が始まると、日系カナダ人は、内乱を起こす危険性があるとして、敵性外国人とみなされた。日系カナダ人は、財産を没収された上で、ブリティッシュコロンビア州内陸部やノースウエスト準州イエローナイフなどの強制収容所で拘留された。その結果、日本人街は衰退し、日系人以外の住人が多くみられるようになった。1945年の終戦後も日系カナダ人の移動の自由や財産の返還は認められず、1949年になり、移動の自由のみが認められた。一部の日系カナダ人は日本人街に戻ったが、土地や住宅を含めた財産が没収されたこともあり、一度衰えたコミュニティーは復活しなかった。
しかし、現在でもパウエル通り沿いには、バンクーバー仏教会や日系人のメソジスト教会、バンクーバー日本語学校など日本人街の名残がある。また、このエリアにあるオッペンハイマー公園では、1976年から毎年夏にパウエル祭 (Powell Street Festival) が開かれている。パウエル祭では神輿や太鼓など日本にちなんだ催し物が行われる。
なお、1980年代に日本料理店ブームが起こるまで、バンクーバーの日本料理店はパウエル通りの二つのレストランだけであった。
旧日本人街は、ダウンタウン中心部まで近距離ながら、比較的地価が低いこともあり、北部には創造産業やベンチャー企業のオフィスが点在している。線路が通っていることから、近年ではレールタウンと呼ばれている。

## 新日本人街 (Little Ginza)
1990年代から2000年代にかけて、リトル銀座と呼ばれる新日本人街で日系の小売店やレストランが発展した。リトル銀座はアルバーニ通りとバラード通りの近く、ウエストエンドとファイナンシャルディストリクトの間にあり、新日本人街には、安価なデザイナーグッズやお土産を求める日本人観光客向けの高級レストラン、ダンスクラブ、カラオケバー、商店、ブティックなどが多数出店していた。しかし地価の高騰ならびに日本経済の停滞と共に、そういった店は他の移民に買収されるなどされ消滅した。